# Bruno Stojić
Bruno Stojić (Hamzići, Čitluk, 8. travnja 1955.) bivši je bosanskohercegovački političar hrvatskog etniciteta i bivši predstojnik Odjela obrane Hrvatskog vijeća obrane (HVO), vojne postrojbe Hrvatske Republike Herceg-Bosne tijekom Rata u Bosni i Hercegovini. Međunarodni sud za ratne zločine počinjene na području bivše Jugoslavije (ICTY) osudio ga je 29. svibnja 2013. na 20 godina zatvora zbog ratnih zločina i zločina protiv čovječnosti.
Godine 1992. Mate Boban imenovao ga je za zapovjednika stožera obrane HVO-a, a 1993. premješten je u Ured za proizvodnju oružja i vojne opreme.

## Suđenje u Haagu
Međunarodni sud za zločine počinjene na području bivše Jugoslavije izdao je 2004. optužnicu za šest čelnika bivše HRHB – protiv Jadranka Prlića, Stojića, Slobodana Praljka, Milivoja Petkovića, Valentina Ćorića i Berislava Pušića. Optužen je za progone na političkoj, rasnoj ili vjerskoj osnovi; ubojstvo; silovanje; deportacije; zatočenja; nečovječna djela; hotimično lišavanje života; premještanje i zatvaranje civila; nečovječno postupanje; uništavanje imovine širokih razmjera i oduzimanje imovine koje nije opravdano vojnom nuždom, a izvedeno je protupravno i bezobzirno; okrutno postupanje; protupravni rad; bezobzirno razaranje gradova, naselja ili sela, ili pustošenje koje nije opravdano vojnom nuždom; uništavanje ili hotimično nanošenje štete ustanovama namijenjenim religiji ili obrazovanju; pljačkanje javne ili privatne imovine i protupravni napad na civile Bošnjake 1993. i 1994. tijekom napada na Prozor, Gornji Vakuf, Jablanicu, Ljubuški, Stolac, Čapljinu i Vareš, te opsadu Mostara u sklopu Bošnjačko-hrvatskog sukoba. Prema optužnici cilj je bilo protjerivanje bošnjačkog stanovništva, stvaranje etnički čistih prostora te konačno njihovo odvajanje i priključenje Hrvatskoj u granicama Banovine Hrvatske iz 1939.
Stojić se dobrovoljno predao sudu te izjasnio da nije kriv ni po jednoj točki optužnice. Suđenje je počelo 26. travnja 2006., a završne riječi održale su se u ožujku 2011. Tužiteljstvo je predstavilo 145 svjedoka, a obrana 65, te uključilo 4914 dokaznih predmeta u rasponu od 465 sudskih radnih dana, što taj predmet čini najduljim u povijesti tribunala. Prvostupanjska presuda očekivala se u ožujku 2013., ali je odgođena za svibanj. U travnju 2013. zakazano je izricanje presude za 29. svibnja. Dana 29. svibnja 2013. nepravomoćnom je prvostupanjskom presudom osuđen na 20 godina zatvora. Dana 29. studenog 2017. osuđen je konačnom pravomoćnom drugostupanjskom presudom na 20 godina zatvora.